# 4844 Matsuyama
4844 Matsuyama (1991 BA2) là một tiểu hành tinh vành đai chính được phát hiện ngày 23 tháng 1 năm 1991 bởi Seiji Ueda và Hiroshi Kaneda ở Kushiro.